# Takahiro
Takahiro (jap. たかひろ, タカヒロ) – męskie imię japońskie.

## Możliwa pisownia
Takahiro można zapisać używając wielu różnych znaków kanji i może znaczyć m.in.:
- 高広, „wysoki, szeroki”
- 隆弘, „szlachetny, rozległy”
- 隆宏, „szlachetny, seroki”
- 隆博, „szlachetny, zysk”
- 孝広, „synowskie oddanie, szeroki”
- 貴弘, „cenny, rozległy”
- 貴裕, „cenny, obfity”

## Znane osoby
- Takahiro (敬浩), japoński wokalista zespołu EXILE
- Takahiro Aō (隆寛), japoński profesjonalny bokser
- Matsumae Takahiro (崇広), japoński daimyō okresu Edo
- Takahiro Matsumoto (Tak Matsumoto) (孝弘), japoński gitarzysta rockowego zespołu B’z
- Takahiro Mizushima (大宙), japoński seiyū
- Takahiro Moriuchi (寛貴), Taka, japoński wokalista rockowego zespołu One Ok Rock
- Takahiro Futagawa (孝広), japoński piłkarz
- Takahiro Ishihara, japoński snowboardzista
- Takahiro Suda, japoński wioślarz
- Takahiro Sakurai (孝宏), japoński seiyū
- Takahiro Sunada (貴裕), japoński lekkoatleta, ultramaratończyk i maratończyk
- Takahiro Yamada (貴洋), japoński basista rockowego zespołu Asian Kung-Fu Generation

## Postacie fikcyjne
- Takahiro Takahashi (孝浩), jeden z bohaterów mangi i anime Junjō Romantica